# Canton de Saint-Leu-la-Forêt
Le canton de Saint-Leu-la-Forêt est une ancienne division administrative française, située dans le département du Val-d'Oise et la région Île-de-France.

## Composition
Le canton de Saint-Leu-la-Forêt comprenait trois communes jusqu'en mars 2015 :
| Nom                            | Code Insee | Intercommunalité | Superficie (km2) | Population (dernière pop. légale) | Densité (hab./km2) |
| ------------------------------ | ---------- | ---------------- | ---------------- | --------------------------------- | ------------------ |
| Saint-Leu-la-Forêt (chef-lieu) | 95563      | CA Val Parisis   | 5,24             | 15 072 (2014)                     | 2 876              |
| Montlignon                     | 95426      | CA Plaine Vallée | 2,84             | 2 710 (2014)                      | 954                |
| Saint-Prix                     | 95574      | CA Plaine Vallée | 7,93             | 7 181 (2014)                      | 906                |

## Histoire
Canton créé en 1964. (décret du 28 janvier 1964) - Division du Canton de Taverny.

## Administration
| Période | Période | Identité                | Étiquette            | Qualité |
| ------- | ------- | ----------------------- | -------------------- | --- |
| 1964    | 1967    | Cyrille Leconte         | UNR                  | Commerçant Maire de Saint-Leu-la-Forêt (1948-1970) Ancien conseiller général du Canton de Taverny (1949-1955) |
| 1967    | 1994    | François Gayet          | CIR puis MRG puis GE | Vice-président d'un groupement industriel Maire de Saint-Leu-la-Forêt (1977-2001) |
| 1994    | 2001    | Jean-Philippe Lachenaud | UDF puis DL          | Conseiller maître à la Cour des comptes Ancien conseiller général du Canton de Pontoise (1982-1988, 1989-1994) Président du Conseil Général (1989-1997) Conseiller régional Adjoint au Maire de Pontoise Sénateur (1995-2004) |
| 2001    | 2015    | Jean-Pierre Enjalbert   | RPR puis DLR         | Médecin Maire de Saint-Prix |

## Démographie
| 1968   | 1975   | 1982   | 1990   | 1999   | 2006   | 2011   | 2012   |
| ------ | ------ | ------ | ------ | ------ | ------ | ------ | ------ |
| 16 065 | 17 140 | 18 813 | 22 617 | 24 321 | 24 305 | 24 650 | 24 615 |